# Al-Nasr Benghazi
O Al-Nasr Sports, Cultural, and Social Club é um clube de futebol líbio com sede em Benghazi. A equipe compete no Campeonato Líbio de Futebol.

## História
O clube foi fundado em 1954.